# Filips I van Namen

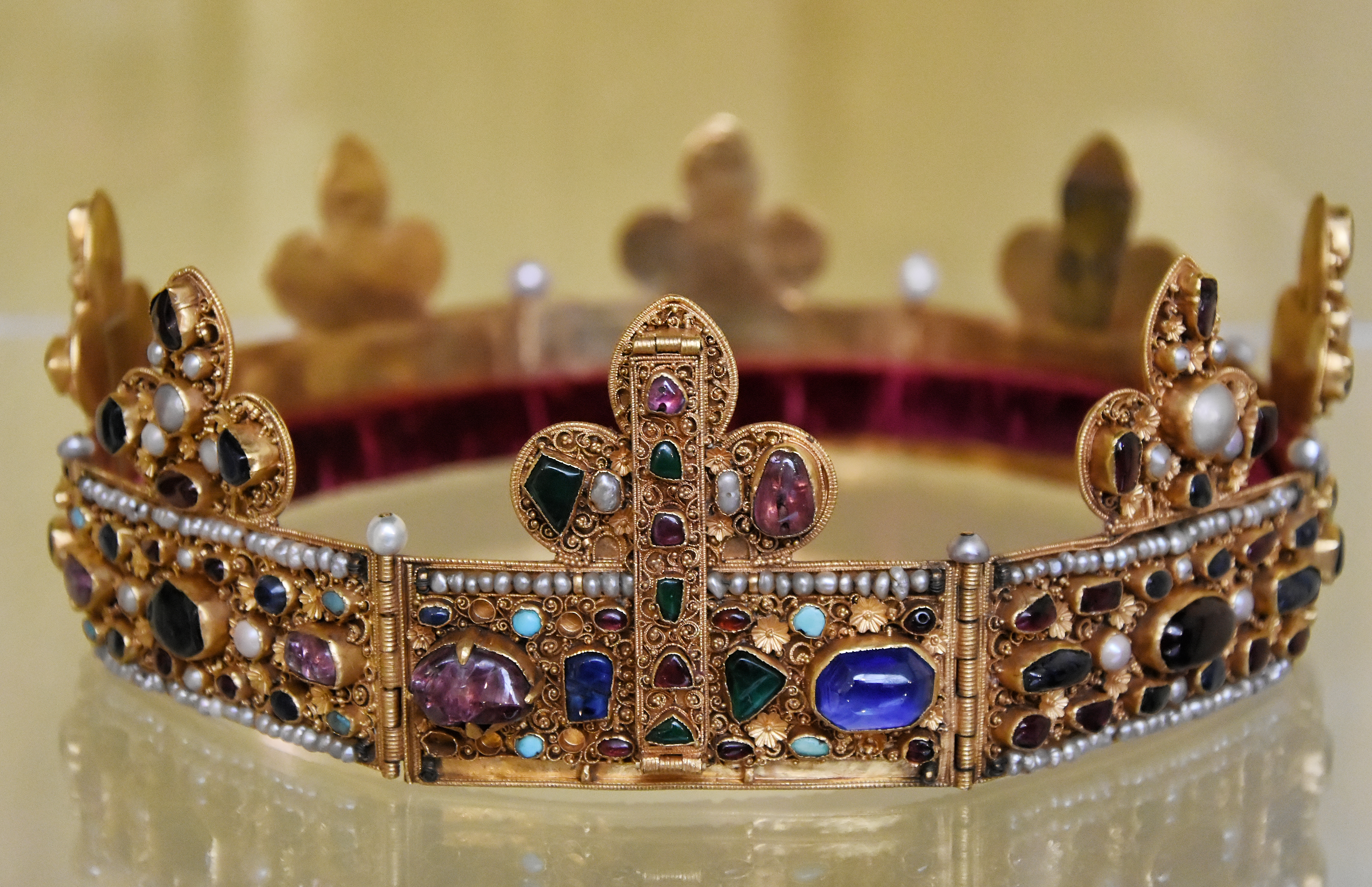
De Kroon van Namen met de Heilige Doornen van Namen, vermoedelijk gedragen door Filips bij zijn huwelijk met Maria

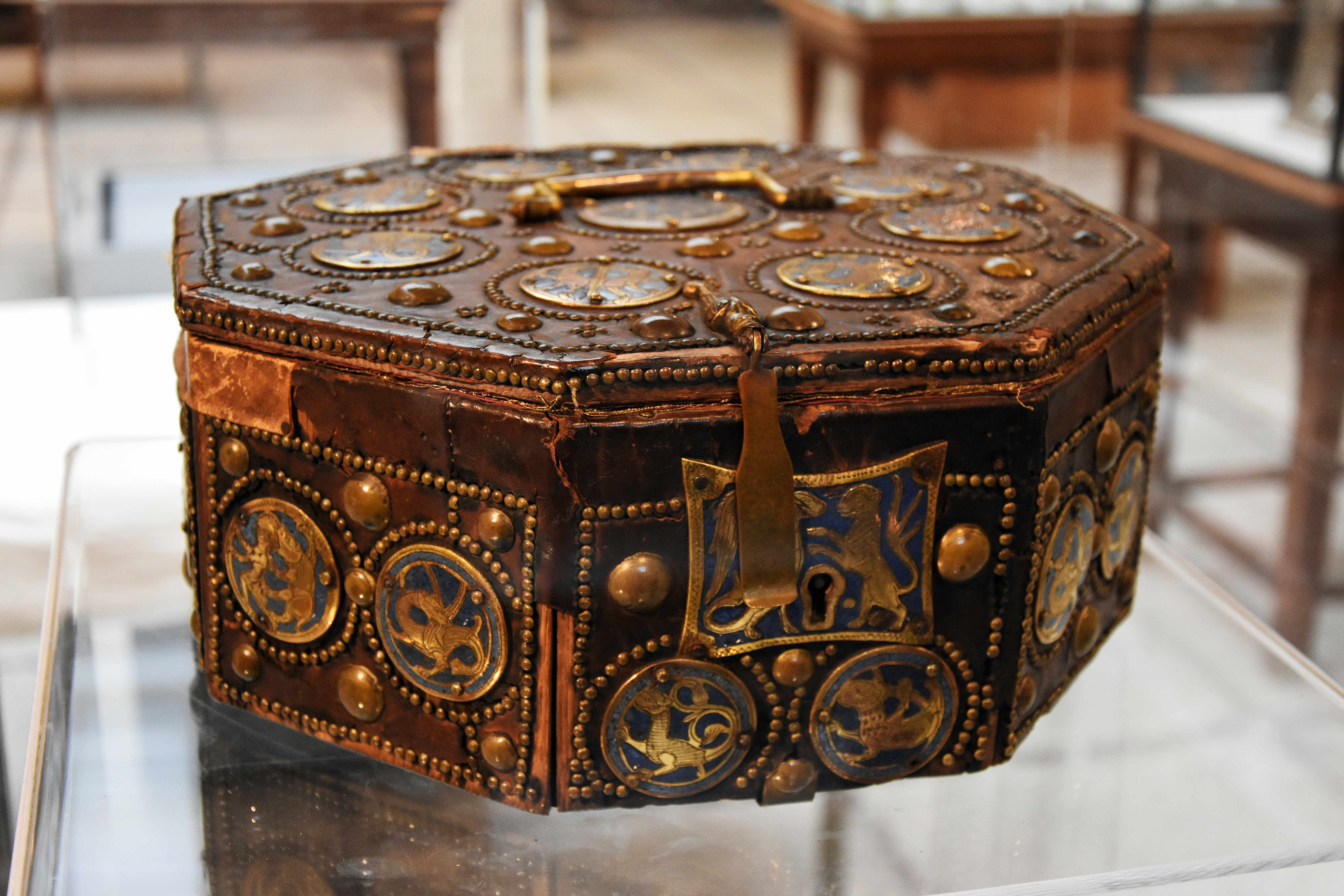
Foedraal van de kroon van Namen (Parijs, na 1206)

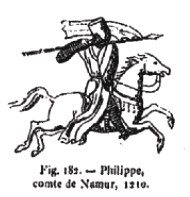
1210

Filips I (1175 - 9 oktober 1212), bijgenaamd de Nobele, was markgraaf van Namen van 1195 tot aan zijn dood. Hij was de tweede zoon van Boudewijn V, graaf van Henegouwen en Margaretha van de Elzas, gravin van Vlaanderen. Zijn grootmoeder van vaderskant was Aleidis van Namen.
Boudewijn V had in 1190 (waarbij Filips was gevangengenomen door koning Filips II van Frankrijk) en in 1194 (Slag bij Noville) strijd geleverd met zijn oom, Hendrik IV van Luxemburg, om Namen onafhankelijk te maken van Luxemburg, waarop keizer Hendrik VI Namen verhief tot een markgraafschap. Boudewijns testament liet Namen na aan zijn tweede zoon Filips, maar wel als een leengoed van het graafschap Henegouwen. Maar Theobald I van Bar, die was getrouwd met Ermesinde, de erfgename van Hendrik van Luxemburg, weigerde om afstand te doen van Namen en viel Filips aan en belegerde hem in Namen. De oorlog duurde drie jaar totdat het verdrag van Dinant, ondertekend op 26 juli 1199, Filips erkende als rechtmatige markgraaf van Namen.
Filips bleef als regent van Henegouwen achter, toen zijn oudere broer, Boudewijn VI, aan de Vierde Kruistocht  in 1202 deelnam en trad als voogd op voor Boudewijns dochters, Johanna en Margaretha.
Na Boudewijns gevangenname in Adrianopel in 1205, werd Filips door Filips Augustus, koning van Frankrijk, opgeroepen voor een ontmoeting bij Pont-de-l'Arche. Filips werd gedwongen om trouw te zweren aan de koning van Frankrijk en Boudewijns dochters als beschermelingen aan de koning over te dragen. Samen met deze vorderingen werd Filips gedwongen om met Maria, dochter van Filips Augustus en Agnes van Meranië, te trouwen.
In Namen regeerde Filips als een vredevolle, vrome voorvechter van maatschappelijke ontwikkeling. Hij kwam meermaals als bemiddelaar tussenbeide in vetes tussen heren in zijn graafschap. Hij stierf op 9 oktober 1212 aan dysenterie te Valenciennes. Hij had zijn tweelingzus Yolande aangewezen als zijn erfgename.